# 宮里暁美
宮里 暁美（みやさと あけみ）は、日本の教育者、保育学者（保育実践研究）。お茶の水女子大学人間発達教育科学研究所教授、文京区立お茶の水女子大学こども園園長（初代）。
静岡大学教育学部附属幼稚園教諭、公立幼稚園の教諭を経て、お茶の水女子大学附属幼稚園副園長、十文字学園女子大学人間生活学部教授などを歴任した。

## 概要
日本の幼稚園教員、および、保育学者である。十文字学園女子大学の人間生活学部や、お茶の水女子大学の人間発達教育科学研究所にて教鞭を執り、後進の育成に努めた。お茶の水女子大学の附属幼稚園では副園長を務め、悠仁親王の入園から卒業までを見守ったことでも知られている。また、史上初めて、国立大学が運営するこども園の園長を務めたことでも知られている。

## 来歴

### 生い立ち
お茶の水女子大学に進学し、家政学部の児童学科にて学んだ。1978年3月、家政学士の称号を取得した。
お茶の水女子大学卒業後は、静岡大学に採用され、教育学部の附属幼稚園にて教諭に就任した。その後、東京都の公立幼稚園にて教諭を務めた。さらに、母校であるお茶の水女子大学に採用され、附属幼稚園の副園長に就任した。

### 保育学者として
その後、保育実践研究などを専攻する保育学者となった。十文字学園女子大学に転じ、人間生活学部の教授に就任した。人間生活学部においては、主として幼児教育学科の講義を担当した。その後、再びお茶の水女子大学に採用され、人間発達教育科学研究所の教授に就任した。教学面では、主に文教育学部の人間社会科学科の講義を担当した。また、文京区が設置し、お茶の水女子大学が運営するこども園「文京区立お茶の水女子大学こども園」が2016年4月に新設されると、その初代園長に就任した。

## 略歴
- 1978年 - お茶の水女子大学家政学部卒業[1][5]。
- 2016年 - お茶の水女子大学人間発達教育科学研究所教授。
- 2016年 - 文京区立お茶の水女子大学こども園園長[7]。

## 著作

### 単著
- 宮里暁美著『子どもたちの四季――小さな子をもつあなたへ伝えたい大切なこと』主婦の友社、2014年。ISBN 978-4-07-291813-5

### 共著
- 浜口順子編者代表、松井とし・岩立京子編、砂上史子ほか著『〈領域〉表現』改訂版、萌文書林、2007年。ISBN 4893471007
- 永井由利子編著『質の高い幼児期の教育――3、4、5歳児の指導と環境構成・実践例』ななみ書房、2012年。ISBN 978-4-903355-32-0
- 柴崎正行編著『保育内容の基礎と演習』わかば社、2015年。ISBN 978-4-907270-12-4
- 柴崎正行編著『保育方法の基礎』わかば社、2015年。ISBN 978-4-907270-13-1
- 宮里暁美・小林恵子編著『松野クララを偲んで』宮里研究室、2017年。ISBN 978-4-87779-107-0
- 宮里暁美編著『保育がグングンおもしろくなる記録・要録書き方ガイド――保育所幼稚園こども園』メイト、2018年。ISBN 978-4-89622-436-8
- 柴崎正行編著、池谷潤子ほか執筆『保育内容の基礎と演習』改訂版、わかば社、2018年。ISBN 978-4-907270-23-0

### 編纂
- 宮里暁美・立浪澄子・小林恵子編『松野クララを偲んで――顕彰碑建設の記録』松野クララ顕彰碑建設基金事務局、2011年。
- 宮里暁美・倉持清美・伊集院理子編、野田淳子ほか著『領域言葉』新訂版、萌文書林、2018年。ISBN 978-4-89347-259-5

### 監修
- 宮里暁美監修、主婦の友社編『できるよ! せいかつ366』主婦の友社、2016年。ISBN 978-4-07-414486-0
- 宮里暁美監修、常永美弥絵『はじめてまなぶもちかたのえほん』PHP研究所、2018年。ISBN 978-4-569-78736-7

### 寄稿、分担執筆、等
- たかいよしかずさく・え『いるよね〜! こんなこ』主婦の友社、2016年。ISBN 978-4-07-415250-6
- 赤ちゃんとママ（月刊）「子どものまなざし 親のまなざし/世界は宝物でいっぱい！」赤ちゃんとママ社。